# Меркурій 13

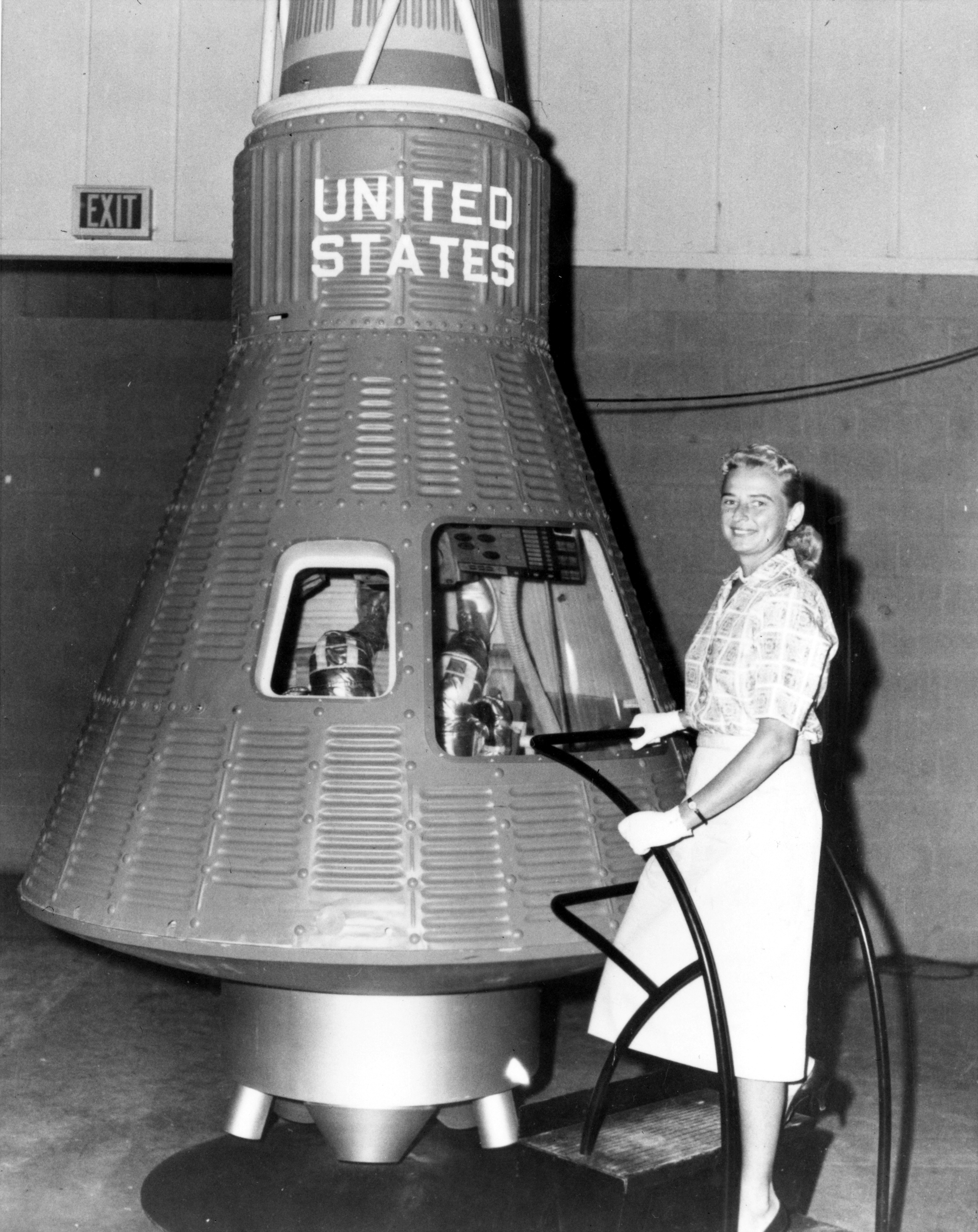
Джеррі Кобб поруч з капсулою Меркурій.

Меркурій 13 (англ. Mercury Thirteen) — група з 13 льотчиць, які домагалися права стати астронавтками і полетіти в космос за програмою Меркурій. 1961 року вони пройшли посилені тести на фізичну витривалість і стійкість до стресів, маючи намір довести, що жінкам є місце в космосі. NASA не мало до цього проєкту жодного стосунку і не сприймало його серйозно, стверджуючи, що астронавтами повинні бути кваліфіковані чоловіки. Термін увів голлівудський продюсер Джеймс Крос як аналогію із групою астронавтів-чоловіків Меркурій 7.

## Учасниці «Меркурій 13»
- Джеральдіна «Джері» Кобб, засновниця проєкту, що відбирала кандидаток (1931)
- Джейн Бріггс Гарт (Jane Briggs Hart) (1920)
- Майртл Кейджл (Myrtle Cagle, Myrtle K Thompson) (1922)
- Джин Гікссон (Hixson, Jean) (1922—1984)
- Бернайса Трімбл Стидман (Steadman, Bernice Trimble) (1923—2015)
- Айрін Левертон (Leverton, Irene) (1924—2017)
- Меріон Дітріх (Marion Dietrich) (1926—1974)
- Ян Дітріх (Dietrich, Jan) (1926—2008)
- Джеральдіна Слоун (Sloan, Geraldine 'Jerri') (1927)
- Рей Гарл Еллісон (Allison, Rhea Hurrle nee Woltman) (1928)
- Сара Лі Горелік (Gorelick, Sarah Lee) (1931)
- Джин Нора Стамбау (Stumough, Gene Nora) (1937)
- Мері Воллес Фанк (Funk, Mary Wallace 'Wally') (1939)"[2][3]

## Передісторія
Незалежний дослідник Вільям Рендолф Лавлес (другий) допомагав скласти тести для астронавтів-чоловіків NASA. Йому стало цікаво, як жінки пройдуть ці випробування. У 1960 році Лавлес запросив Джеральдіну Кобб пройти ті ж суворі випробування. Кобб, уже досвідчена льотчиця, стала першою американською жінкою (і єдиною з групи Меркурій 13), яка пройшла всі три етапи тестування. Лавлес і Кобб для проходження тестів запросили ще 19 льотчиць. 13 з них пройшли всі ті ж тести, що і чоловіки з Першої Сімки. Хтось були відсіяні, не пройшли інтелектуальні тести або в них були розкриті вади серця. Про результати оголосили на конференції в Стокгольмі, Швеція. Фінансувала цей приватний проєкт всесвітньо відома американська льотчиця Жаклін Кокран.

## Набір кандидаток
Лавлес і Кобб запрошували лише льотчиць, які мали більш ніж 1000 годин нальоту, і розглянули понад 700 заявок. Деякі з них, можливо, були прийняті через організацію льотчиць «Дев'яносто дев'ять», у якій Кобб теж брала участь. Деякі жінки відгукнулися після слухань, хтось дізналися від друзів. Фінальну групу з 20 льотчиць Джеррі Кобб назвала «Флетс» (Fellow Lady Astronaut Trainees — «FLATs») і ознайомила з програмою тестів-досліджень.

## Тести

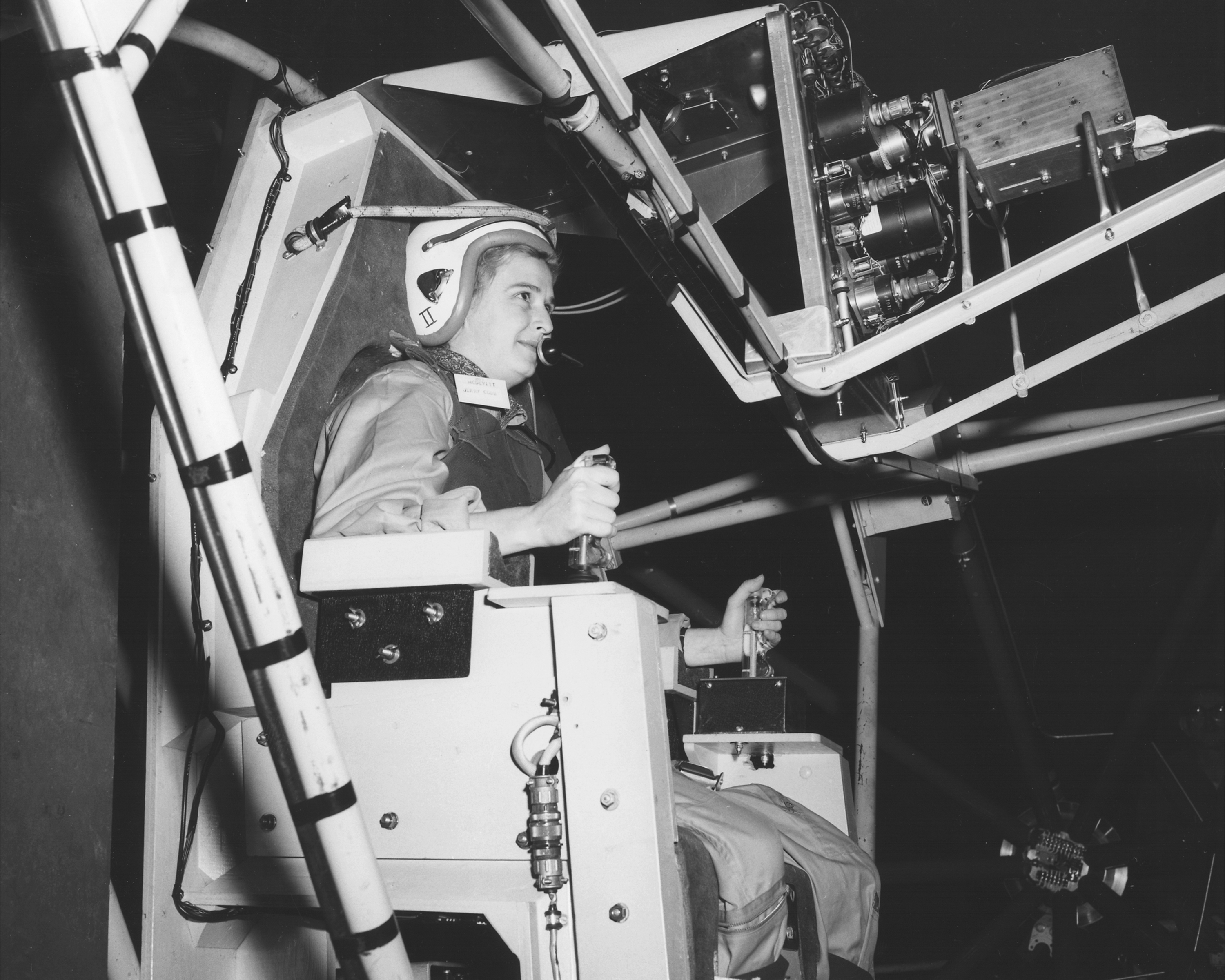
Джеральдіна Кобб в аеродинамічній трубі

Оскільки лікарі не знали, що астронавтки відчуватимуть у космосі, тести коливалися від простого рентгену і загальних медоглядів тіла до доволі екзотичних — учасниці ковтали гумову трубочку для взяття проб шлункового соку. Лікарі перевіряли реакцію ліктьового нерву, використовуючи удар струмом у передпліччя. Щоб викликати запаморочення, у вуха заливали воду з льодом, заморожуючи внутрішнє вухо, і засікали час, як швидко льотчиці прийдуть до тями. Їх тренували до виснаження, використовуючи величезні навантаження на велотренажерах, перевіряли дихання. Вони пройшли багато ще більш агресивних і незрозумілих тестів. Зрештою залишилось 13 учасниць, що пройшли 1-й тур випробувань.

## Додаткові тести
Кількох учасниць відібрали для додаткових тестів. Джеррі Кобб, Рея Геррл і Фанк Воллі переїхали в Оклахома-Сіті для проходження 2-ї фази тестів. Вони складалися з випробування в сурдокамері і психологічних тестів. Через родинні обов'язки або роботу не всі льотчиці змогли взяти участь у цих тестах. Через кілька днів після того, як Кобб пройшла Фазу-3 (аеромедичний тест з використанням військової техніки і реактивного літака), інші учасниці мали прибути у Військово-морську школу авіаційної медицини в Пенсаколі, Флорида, щоб пройти ті ж тести. Двоє з них звільнилися з роботи, щоб залишитися в «Меркурій 13». Проте без офіційного запиту від NASA ВПС не могли дозволити використовувати свої кошти для неофіційного проєкту, і було оголошено про скасування випробувань у Пенсаколі. Лише Воллі Фанк знайшла способи продовжити тестування і пройшла більшість пунктів Фази-3, але це не було зафіксовано як частина програми «Меркурій 13».

## Дискримінація жінок
Джеррі Кобб негайно вилетіла до Вашингтона, щоб спробувати відновити програму тестування. Вона і Джейн Гарт написали президенту Джону Ф. Кеннеді і відвідали віцепрезидента Ліндона Б. Джонсона. Нарешті, 17 і 18 липня 1962 року, представник сенату Віктор Анфузо ініціював публічні слухання спеціальної підкомісії Комітету палати з питань науки і астронавтики. Слухання насамперед досліджували дискримінацію за статтю, але минуло два роки, перш ніж з'явився Закон про громадянські права 1964 року, роблячи ці слухання символом того, як ідеї про права жінок проникли в політичні бесіди перш, ніж з'явилися в законі.
Кобб і Гарт заявляли про переваги приватного проєкту Лавлеса. Жаклін Кокран, яка фінансувала справу, ненавмисно послабила їхню позицію, заявивши, що потрібна спеціальна програма, щоб навчати астронавток. Представник NASA Джордж Лоу і астронавти Джон Гленн і Скотт Карпентер заявили, що в NASA немає критеріїв для відбору астронавток-жінок. Вони повідомили, що NASA вимагало, щоб усі астронавти були випускниками військових реактивних випробувальних програм і мали дипломи інженера, хоча Джон Гленн визнав, що він потрапив у проєкт Меркурій, не маючи необхідного ступеня бакалавра. У 1962 році жінок не допускали до навчання в школах ВПС, таким чином, ніхто з американок не могли стати льотчицями-випробувачками військових літаків. Незважаючи на те, що дехто із групи «Меркурій 13» були цивільними льотчицями-випробувачками, а в багатьох було значно більша кількість годин нальоту на пропелерних літаках, чоловіки-кандидати в астронавти мали наліт на більш швидкісних літаках. NASA відмовилося розглядати коефіцієнти переведення одних годин нальоту в інші. Хоча деякі члени Підкомісії співчували жіночим аргументам, слухання закінчилися нічим.

## Увага ЗМІ
Інтерес до Проєкту «Меркурій 13» (який до того ж фінансувався приватно) різко виріс з боку медіа, коли 16 червня 1963 року радянська космонавтка Валентина Терешкова здійснила політ у космос. У відповідь Клер Бузе Люс опублікувала статтю з критикою NASA і офіційних осіб США, які приймають рішення. У статті вперше були опубліковані фотографії усіх 13 фіналісток Проєкту «Меркурій 13» і названі їх імена.

## Перша жінка-космонавтка
Див. також: Список космонавток
Хоча і Кобб, і Кокран зробили окремі заяви через багато років, щоб відновити спроби запуску в космос астронавтки, NASA не здійснювало набір жінок до «NASA Group № 8» у 1978 році, в яку увійшли 35 кандидаток в астронавти для експлуатаційної програми Шаттла. Астронавтка Саллі Райд стала першою американською жінкою в космосі в 1983 році на STS-7, а Айлін Коллінз стала першою жінкою-пілотом на STS-63 в 1995 році. Коллінз також стала першою жінкою-командуючою місії Шатла «Діскавері» STS-93 в 1999 році, у 2005 році вона командувала STS-114.
Коллінз запросила сімох учасниць «Меркурій 13», які залишились живими, бути присутнім на її першому старті в космос у 1995 році, а десять льотчиць із «FLATs» відвідали її старт як командирки Шаттла STS-93.

## Нагороди і премії
- 2005 році групу «Меркурій 13» було нагороджено Премією Космічних досліджень від Планетарію Адлера.
- У травні 2007 року 8 учасниць групи нагороджені почесними докторськими ступенями університету Вісконсіна — Ошкош.